# Polens præsidentvalg 1990
Polens præsidentvalg i 1990 fandt sted den 25. november (første runde) og den 9. december (anden runde). 6 kandidater stillede op, nogle andre (heriblandt Janusz Korwin-Mikke og Kornel Morawiecki) havde ikke opnået at indsamle de 100.000 krævede underskrifter. Valgfrekvensen var i første runde 60,6% (heraf 98.5% gyldige), i anden runde 53,4% (heraf 97.7% gyldige).
Det var det første direkte valg i Polens historie – før 2. verdenskrig blev præsidenten valgt af Sejmen, og i 1952 efter krigen blev præsidentembedet nedlagt.
De to, der blev spået størst chancer ved valget, var Solidarność-lederen Lech Wałęsa og den første ikke-kommunistiske premierminister Tadeusz Mazowiecki. Uventet lykkedes det dog for polsk-canadieren og forretningsmanden Stanisław Tymiński at gå videre til anden runde. Da han tabte denne, forsøgte han at etablere et nyt politisk parti, men forsvandt hurtigt fra den politiske scene i Polen.

## Resultat
|  | Kandidat                | Parti                         | Stemmer i 1. runde | % af stemmer i 1. runde | Stemmer i 2. runde | % af stemmer i 2. runde |
|  | ----------------------- | ----------------------------- | ------------------ | ----------------------- | ------------------ | ----------------------- |
|  | Lech Wałęsa             | partiløs (NSZZ "Solidarność") | 6 569 889          | 39,96%                  | 10 622 696         | 74,25%                  |
|  | Stanisław Tymiński      | partiløs                      | 3 797 605          | 23,10%                  | 3 683 098          | 25,75%                  |
|  | Tadeusz Mazowiecki      | partiløs                      | 2 973 364          | 18,08%                  | -                  | -                       |
|  | Włodzimierz Cimoszewicz | partiløs                      | 1 514 025          | 9,21%                   | -                  | -                       |
|  | Roman Bartoszcze        | PSL                           | 1 176 175          | 7,15%                   | -                  | -                       |
|  | Leszek Moczulski        | KPN                           | 411 516            | 2,50%                   | -                  | -                       |